# Gâtinais

Innere Grenze entlang des Flusses Loing

Das Gâtinais ist eine Landschaft, ein Plateau in Zentralfrankreich zwischen den Landschaften Beauce und Brie, das von den Flüssen Essonne, Loire, Yonne und Seine begrenzt wird. Der Fluss Loing teilt die historische Grafschaft in das Gâtinais français im Osten – benannt nach der historischen Provinz Île-de-France – und das Gâtinais orléanais im Westen, das seinen Namen nach dem Orléanais erhalten hat.
Das Gâtinais français entspricht dem heutigen Arrondissement Fontainebleau im Département Seine-et-Marne, das Gâtinais orléanais dem Arrondissement Montargis und Teilen des Arrondissements Pithiviers im Département Loiret. Teile des Gâtinais français bilden heute den Regionalen Naturpark Gâtinais français.

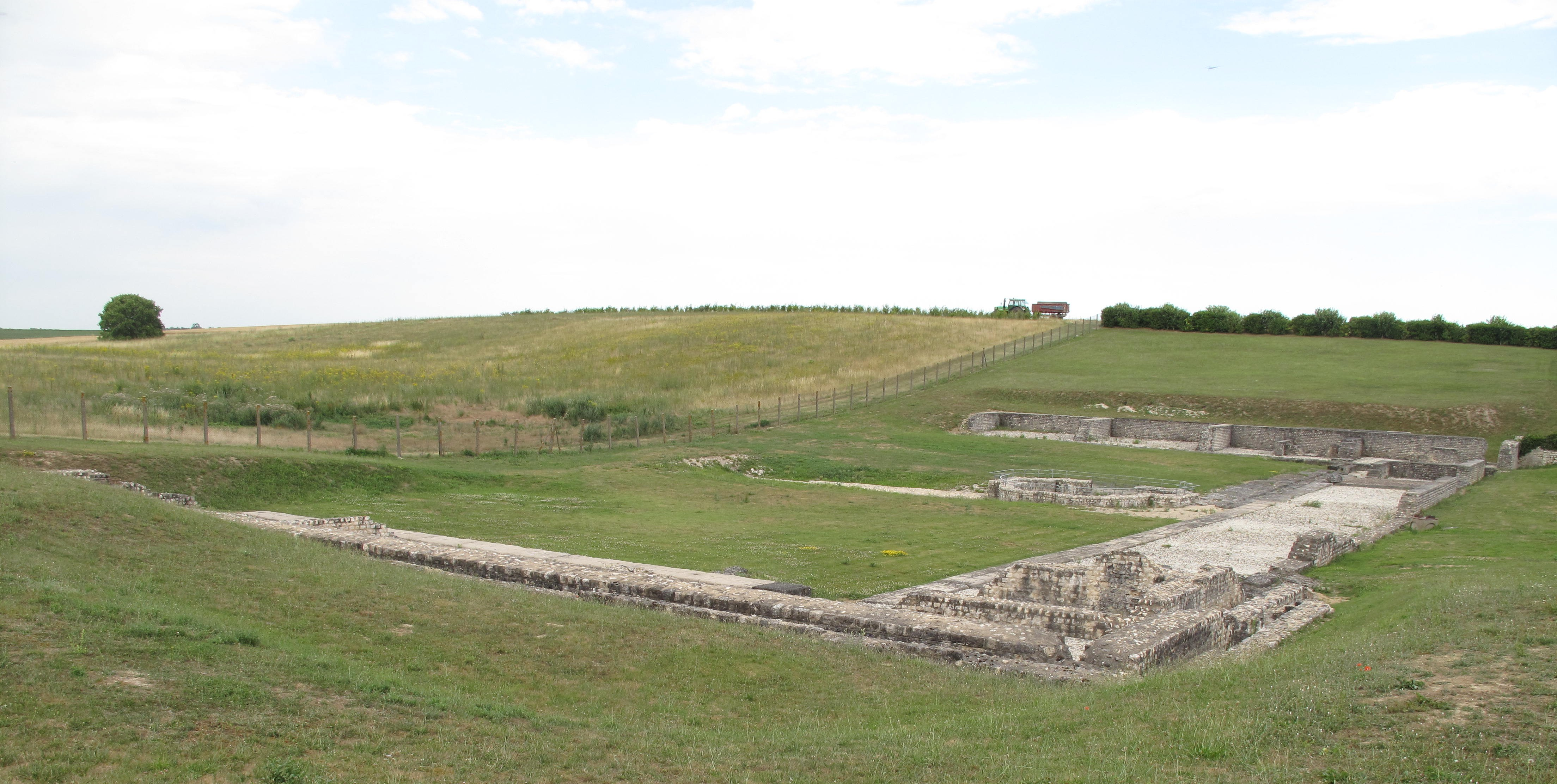
Aquis Segeste, gallischer, später römischer Kultplatz bei Sceaux-du-Gâtinais

Die historische Hauptstadt des Gâtinais war Château-Landon, nach der Aufteilung der Landschaft auf die genannten Provinzen waren es Montargis (für den Westen) und Nemours (für den Osten). Im frühmittelalterlichen Frankenreich war das Gâtinais als pagus Wastinensis (oder Vastinensis) eines der fünf pagi des Erzbischofs von Sens.
Gottfried II. Ferréol heiratete um 1035 Ermengarde, eine Tochter des Grafen Fulko III. Nerra von Anjou. Als dessen Sohn Gottfried II. Martel 1060 ohne Nachkommen starb, ging die Grafschaft Anjou an die Söhne von Ermengarde über. Gottfried Ferréol wurde dadurch der Stammvater des zweiten Grafenhauses von Anjou (siehe hierzu: Haus Château-Landon) und der davon abstammenden englischen Königshäuser Plantagenet, Lancaster und York.
Grafen des Gâtinais waren:
- Gottfried I. († nach 991)
  - Wal[terius], 997 genannt, vermutlich ein Bruder Gottfrieds I. und identisch mit Walter II. von Vexin-Valois
- Aubry († 1028/30), Sohn von Gottfried I.
- Gottfried II. Ferréol († 1042/45), dessen Halbbruder
- Gottfried III. der Bärtige († 1097), dessen Sohn, Graf von Anjou 1060
- Fulko der Zänker († 1109), dessen Bruder, Graf von Anjou 1068

Fulko trat das Gâtinais an den König ab, seitdem gehört die Landschaft zum französischen Krongut.